# هالة بسيسو لطوف
 هالة نعمان خير الدين "بسيسو لطوف (1965-) سياسة وناشطة سياسي أردنية شغلت عدة مناصب حكومية في الأردن، وهي عضو في عدد من المؤسسات الأردنية، درست في الجامعة الأردنية ثم في لندن، شغلت منصب وزيرة التنمية الاجتماعية في حكومة عمر الرزاز.

## المؤهلات العلمية
- بكالوريوس في الاقتصاد والإحصاء التطبيقي الجامعة الأردنية 1987
- ماجستير في المحاسبة والإدارة المالية من كلية لندن للاقتصاد والعلوم السياسية 1990.

## المناصب
- وزيرة التنمية الاجتماعيةأربعة مرات خلال الفترات 2018، ثم 2010-2011، ثم 2009-2010، ثم 2007-2009
- مكتب جلالة الملكة رانيا العبد الله [1]
- مدير عام شركة آية للاستشارات والتنمية.
- مستشار نائب رئيس الوزراء 2005 .
- امين عام وزارة تطوير القطاع العام.
- امين عام وزاره التخطيط والتعاون الدولي.
- عضو مجلس الاعيان السابع والعشرون[2]
- محلل مالي في وزاره المالية

## العضوية
- عضو مجلس امناء الجمعية العلمية الملكية [1]
- عضو مجلس امناء الجمعية الملكية للفنون الجميلة
- عضو مجلس امناء المركز الملكي لدراسات الأديان
- عضو امناء المعهد الدبلوماسي
- عضو مجلس امناء مؤسسة نهر الأردن
- عضو مجلس اداره التنمية الصناعية
- عضو مجلس إدارة بنك الأردن دبي الإسلامي
- عضو مجلس إدارة مجلس شركة الاتصالات الأردنية
- عضو المجلس الوطني للسياحة
- عضو اللجنة التنفيذية لقمه المرأة العربية
- عضو مجلس إدارة المجلس الأعلى للمؤسسة العامة لحماية البيئة
- عضو الجمعية الاردنية للنساء المهنيات